# Долговский сельсовет (Каргапольский район)
Долго́вский сельсовет — упразднённые административно-территориальная единица и муниципальное образование со статусом сельского поселения в Каргапольском районе Курганской области Российской Федерации.
Административный центр — село Долговское.
Законом Курганской области от 3 апреля 2019 года N 26, в состав Долговского сельсовета были включены все населённые пункты упразднённых Окуневского и Соколовского сельсоветов.
Законом Курганской области от 30.11.2021 № 136 был упразднён 17 декабря 2021 года в связи с преобразованием муниципального района в муниципальный округ.

## История
В соответствии с Законом Курганской области от 6 июля 2004 года № 419 сельсовет наделён статусом сельского поселения.

## Население
| 1989  | 2002  | 2010  | 2012  | 2013  | 2014  | 2015  |
| ----- | ----- | ----- | ----- | ----- | ----- | ----- |
| 1471  | ↘1317 | ↘1176 | ↘1126 | ↘1107 | ↘1064 | ↘1020 |
| 2016  | 2017  | 2018  | 2019  | 2020  |       |       |
| ↗1025 | ↘1016 | ↗1032 | ↘1029 | ↗1970 |       |       |

## Состав сельского поселения
| №  | Населённый пункт | Тип населённого пункта       | Население |
| -- | ---------------- | ---------------------------- | --------- |
| 1  | Долговское       | село, административный центр | ↘1085     |
| 2  | Жарникова        | деревня                      | ↘91       |
| 3  | Заозерная        | деревня                      | ↘157      |
| 4  | Игнатьева        | деревня                      | ↘68       |
| 5  | Окуневское       | село                         | ↘314      |
| 6  | Скоробогатова    | деревня                      | ↘72       |
| 7  | Суханова         | деревня                      | ↘158      |
| 8  | Луговая          | деревня                      | ↘84       |
| 9  | Соколово         | село                         | ↘175      |
| 10 | Чапаева          | деревня                      | ↘144      |